# Oneworld
Oneworld je jedno od tri najveća udruženja zračnih prijevoznika u svijetu. Utemeljeno je 1999. Glavni cilj udruženja je postati prvi izbor za putnike koji učestalo koriste zrakoplovne usluge (frequent flyer).  Punopravni članovi su: American Airlines, British Airways, Cathay Pacific, Finnair, Iberia, Japan Airlines, LAN Airlines, Malaysia Airlines, Qantas, Qatar Airways, Royal Jordanian i S7 Airlines, plus oko 30 pridruženih članova.  SriLankan Airlines, TAM Airlines i US Airways (pridružit će se kao pridruženi član pod American Airlines brandom) su odabrani članovi koji će se pridružiti udruženju u 2014.

Glavni ured udruženja se nalazi u New Yorku, SAD. Slogan udruženja je "An alliance of the world's leading airlines working as one."
U listopadu 2013. članovi udruženja su raspolagali s oko 3.300 zrakoplova koji lete prema više od 150 zemalja, prevozeći 475 milijuna putnika godišnje. Dnevno imaju oko 14.000 letova, a godišnji prihod je oko 140 milijardi US$.

## Članovi udruženja

### Punopravni članovi i njihovi pridruženi članovi
A Osnivački član>

B Prijevoznici sa samostalnim franšizama koji koriste ime, boje i codove British Airwaysa.

C Samo na rutama Flybe Finland obavlja u ime Finnaira.

E Qantaslink koristi usluge Airlinka, Eastern Australia Airlinesa, National Jet Systemsa i Sunstate Airlinesa.

### Neaktivni članovi i pridruženi članovi
A Suspendiran na neodređeno vrijeme 28. kolovoza 2010. zbog financijskih problema. Kompanija još nije napustila udruženje ali se vodi kao neaktivni član.

## Vanjske poveznice
- Službena stranica